# Гарванът (филм, 1963)
Вижте пояснителната страница за други значения на Гарванът.
Гарванът (на английски: The Raven) е американски филм на ужасите от 1963, базиран на едноименната поема на Едгар Алън По и режисиран от Роджър Корман. Разпространител на филма е компанията American International Pictures, а сценарият е написан от Ричард Матисън. Според класификациите този филм спада към жанра хорър комедия.
Един от актьорите, Борис Карлоф, е участвал и в друг филм, също базиран на поемата на По, 3 десетилетия по-рано – Гарванът, с Бела Лугоши в главната роля.

## Актьорски състав
- Винсънт Прайс – д-р Еразмъс Крейвън
- Питър Лори – д-р Адълфъс Бедлоу
- Борис Карлоф – д-р Скарабъс
- Джак Никълсън – Рексфорд Бедлоу
- Хейзъл Коурт – Ленор Кравън
- Олив Стъргъс – Естел Кравън